# Los Angeles Clippers 1991-1992
La stagione 1991-92 dei Los Angeles Clippers fu la 22ª nella NBA per la franchigia.
I Los Angeles Clippers arrivarono quinti nella Pacific Division della Western Conference con un record di 45-37. Nei play-off persero al primo turno con gli Utah Jazz (3-2).

## Roster
| N° | Naz.                   | Ruolo | Sportivo         | Anno | Alt. | Peso |
| -- | ---------------------- | ----- | ---------------- | ---- | ---- | ---- |
| 0  | Haiti (bandiera)       | AC    | Olden Polynice   | 1964 | 211  | 100  |
| 3  | Stati Uniti (bandiera) | A     | Ken Norman       | 1964 | 203  | 98   |
| 4  | Stati Uniti (bandiera) | GA    | Ron Harper       | 1964 | 198  | 84   |
| 5  | Stati Uniti (bandiera) | AC    | Danny Manning    | 1966 | 208  | 104  |
| 8  | Stati Uniti (bandiera) | G     | Tharon Mayes     | 1968 | 191  | 79   |
| 17 | Stati Uniti (bandiera) | GA    | Tony Brown       | 1960 | 198  | 84   |
| 21 | Stati Uniti (bandiera) | G     | Lanard Copeland  | 1965 | 198  | 86   |
| 21 | Stati Uniti (bandiera) | G     | Danny Young      | 1962 | 191  | 79   |
| 22 | Stati Uniti (bandiera) | AC    | LeRon Ellis      | 1969 | 206  | 102  |
| 23 | Stati Uniti (bandiera) | G     | Gary Grant       | 1965 | 191  | 84   |
| 25 | Stati Uniti (bandiera) | G     | Doc Rivers       | 1961 | 193  | 84   |
| 30 | Stati Uniti (bandiera) | G     | Bo Kimble        | 1966 | 193  | 86   |
| 32 | Stati Uniti (bandiera) | G     | David Rivers     | 1965 | 183  | 77   |
| 34 | Stati Uniti (bandiera) | G     | Elliot Perry     | 1969 | 183  | 68   |
| 35 | Stati Uniti (bandiera) | A     | Loy Vaught       | 1968 | 206  | 104  |
| 53 | Stati Uniti (bandiera) | C     | James Edwards    | 1955 | 213  | 102  |
| 54 | Stati Uniti (bandiera) | AC    | Charles D. Smith | 1965 | 208  | 104  |

## Staff tecnico
- Allenatori: Mike Schuler (21-24) (fino al 2 febbraio)[1], Mack Calvin (1-1) (dal 2 al 6 febbraio)[2], Larry Brown (23-12)
- Vice-allenatori: Mack Calvin (fino al 2 febbraio e dal 6 febbraio), John Hammond
- Preparatore atletico: Keith Jones